# Седмоъгълник
Седмоъгълникът (също и хептагон, от старогръцки: ἑπτά + γωνία – „седем“ + „ъгъл“) е многоъгълник със седем страни и ъгли. Сборът на всички вътрешни ъгли е 900° (5π). Има 14 диагонала.

## Правилен седмоъгълник
При правилния седмоъгълник всички страни и ъгли са равни. Вътрешният ъгъл е 128 4⁄7° или приблизително 128,57143°, а външният и централният – 51 3⁄7° или приблизително 51,42857°.

### Лице
Лицето S на правилен седмоъгълник може да бъде намерено по три начина:
- По страната a:

{\displaystyle S={\frac {7a^{2}}{4}}\cot({\tfrac {\pi }{7}})\approx 3,6339\,a^{2}}
- По радиуса R на описаната окръжност:

{\displaystyle S={\frac {7R^{2}}{2}}\sin({\tfrac {2\pi }{7}})\approx 2,73641\,R^{2}}
- По радиуса r на вписаната окръжност (т.е. апотемата):

{\displaystyle S=7r^{2}\cdot \tan({\tfrac {\pi }{7}})\approx 3,371\,r^{2}}

### Построение
Тъй като 7 не е просто число на Ферма, правилен седмоъгълник не може да бъде построен с линийка и пергел. Примерно приблизително построение на правилен седмоъгълник:

## Използване
- Триредово седмоъгълно пано
- Четиритриседмоъгълно пано
- Седмоъгълна призма
- Седмоъгълна антипризма
- Скосено триседмоъгълно пано
- Триседмоъгълно пано

## В природа
- Кактус
- бензодиазепин
- азепин
- азепан
- циклохептан
- циклохетанон

## Други приложения
Английската монета от 50 пенса е с формата на заоблен правилен седмоъгълник.